# Killivissen
Killivissen zijn kleine eierleggende tandkarpers die in een groot deel van de wereld voorkomen, met name in de Zuid-Amerikaanse regenwouden maar ook in Zuidelijk Afrika, Zuid-Europa en de regenwouden van Azië. Deze vissen vormen geen taxonomische eenheid. De naam is een verzamelnaam voor soorten in diverse families, m.n. Cyprinodontidae, Fundulidae, Nothobranchiidae, Profundulidae, Rivulidae en Valenciidae.
Het wordt vaak aangenomen dat de naam killivis afgeleid is van het Middelnederlandse kille (moderne term kil), dat "klein stroompje" of "beekje" betekent. Aangezien deze vissen in seizoensgebonden watertjes leven en hun eieren meestal afzetten op de bodem van tijdelijke poelen of poelen van opdrogende riviertjes en meertjes, lijkt het waarschijnlijker dat de Engelse naam killifish is afgeleid van het Afrikaanse kuilvissie. De Duitse zoöloog Johann David Schoepff was echter de eerste die de "Killfish" beschreef in 1787, wat eerder is dan de Afrikaanse naam. Ook spreekt men in het Afrikaans tegenwoordig van een "kuilvis".
Zoals gezegd, leven killivissen in meren, beken en poelen die in de droge tijd opdrogen. De eieren worden aan het eind van de regentijd afgezet in de bodem en verkeren daar in rust tot de poelen in de regentijd weer vollopen door regen en overstromingen. Aangezien water maar kort aanwezig is, leven deze vissen dus meestal een stuk minder dan een jaar en worden ze in zeer korte tijd voortplantingsrijp. Sommige soorten, zoals de turkooise killivis Nothobranchius furzeri, kunnen zich al twee weken na het uitkomen voortplanten. Ze worden in het aquarium meestal niet ouder dan twee jaar en er zijn soorten, zoals Epiplatys annulatus, die zich al voortplanten in een bakje van 5 liter.
Sommige soorten zijn gespecialiseerd in het bejagen van andere killivissoorten, maar de meeste voeden zich met kleine ongewervelde dieren zoals muggenlarven. De soorten variëren in lengte van 2 tot 20 centimeter.

## Modelorganisme
Killivissen worden om een aantal redenen veel gebruikt door onderzoekers:
- ze zijn makkelijk te verzorgen;
- de eieren zijn lang houdbaar omdat ze in een ruststadium kunnen blijven;
- de bevruchting van de eieren vindt uitwendig plaats, waardoor makkelijk de afstamming van nakomelingen te controleren is.

Men spreekt dan ook wel van een modelorganisme.
Omdat ze zo makkelijk zijn te verzorgen, zijn killivissen ook populair als aquariumdier.

## Paringssysteem
Het mannetje duikt herhaaldelijk loodrecht in de losse bodem van de poel, en brengt daarbij wolkjes van bodemmateriaal omhoog door met de staart te sidderen. Als deze balts succesvol is volgt het vrouwtje hem. Ze zet haar eieren af in de bodem, waarop het mannetje ze bevrucht. De partners overleven het opdrogen van de poel niet, maar de eieren zijn bestand tegen droogte en kunnen uitkomen wanneer de omstandigheden in de herfst weer verbeterd zijn. Hierdoor kunnen de killivispopulaties in stand blijven.